# 克里斯·安斯蒂
克里斯托弗·约翰·安斯蒂（英語：Christopher John Anstey，1975年1月1日—），澳大利亚职业篮球运动员，曾效力于美国NBA联盟。他在1997年的NBA选秀中第1轮第18顺位被波特兰开拓者选中。